# Cyornis
Cyornis és un gènere d'ocells de la família dels muscicàpids (Muscicapidae).

## Taxonomia
Segons la Classificació del Congrés Ornitològic Internacional (versió 12.1, gener 2021) aquest gènere està format per 35 espècies:
- Cyornis banyumas - Papamosques dels turons.
- Cyornis brunneatus - Papamosques pitbrú.
- Cyornis caerulatus - Papamosques becample.
- Cyornis colonus - Papamosques de les Sula.
- Cyornis djampeanus - Papamosques de Tanahjampea.
- Cyornis glaucicomans - Papamosques de la Xina.
- Cyornis hainanus - Papamosques de Hainan.
- Cyornis herioti - Papamosques pitblau.
- Cyornis hoevelli - Papamosques frontblau.
- Cyornis hyacinthinus - Papamosques jacint.
- Cyornis lemprieri - Papamosques de Balabac.
- Cyornis magnirostris - Papamosques d'Arunachal Pradesh.
- Cyornis montanus. A vegades considerat sub-espècie de Cyornis banyumas.[2]
- Cyornis nicobaricus - Papamosques de les Nicobar.
- Cyornis ocularis. A vegades considerat sub-espècie de Cyornis ruficauda.[2]
- Cyornis olivaceus - Papamosques de dors olivaci.
- Cyornis omissus - Papamosques de Sulawesi.
- Cyornis oscillans - Papamosques de l'illa de Flores.
- Cyornis pallidipes - Papamosques ventreblanc.
- Cyornis pelingensis. A vegades considerat sub-espècie de Cyornis colonus.[2]
- Cyornis poliogenys - Papamosques de Brooks.
- Cyornis rubeculoides - Papamosques gorjablau.
- Cyornis ruckii - Papamosques de Rück.
- Cyornis ruficauda - Papamosques cuabrú.
- Cyornis ruficrissa. A vegades considerat sub-espècie de Cyornis ruficauda.[2]
- Cyornis rufigastra - Papamosques de manglar.
- Cyornis sanfordi - Papamosques de Sanford.
- Cyornis stresemanni - Papamosques de Sumba fosc.
- Cyornis sumatrensis - Papamosques d'Indoxina.
- Cyornis superbus - Papamosques de Borneo.
- Cyornis tickelliae - Papamosques de Tickell.
- Cyornis turcosus - Papamosques de Malàisia.
- Cyornis umbratilis - Papamosques pitgrís.
- Cyornis unicolor - Papamosques lapislàtzuli.
- Cyornis whitei. A vegades considerat sub-espècie de Cyornis banyumas[2]

Tanmateix, en el Handook of the Birds of the World i la quarta versió de la BirdLife International Checklist of the birds of the world (desembre 2019), es comptabilitzen 32 espècies, doncs es segueix un altre criteri taxonòmic, amb les següents divergències:
- No es reconeixen com a espècie pròpia a: 
* C. montanus, que el COI va segmentar de C. banyumas el 2021.
* C. ocularis, que el COI va segmentar de C. ruficauda el 2021.
*C. ruficrissa que el COI va segmentar de C. ruficauda el 2021.
* C. pelingensis, que es considera una subespècie de C.Colonus.
* C. whitei, que es considera un grup de subespècies de C. banyumas.
- En canvi, es considera com a espècie pròpia un tàxon que el COI considera una subespècie de C. herioti:
- Cyornis camarinensis - Papamosques de pit canyella

- També en el Handbook es considera com a pertanyent a Cyornis una altra espècie de papamosques, el papamosques cuablanc, que el 2022 el COI va reclassificar en el nou gènere Leucoptilon, al prendre per base un estudi filogenètic de l'any anterior.
- Cyornis concretus - Papamosques cuablanc.